# Pigalle (cratère)
Pour les articles homonymes, voir Pigalle.
Pigalle est un cratère d'impact présent à la surface de Mercure. 
Ce cratère fut ainsi nommé par l'Union astronomique internationale en 1976 en hommage au sculpteur français Jean-Baptiste Pigalle. 
Son diamètre est de 152,93 km. Il se situe dans le quadrangle de Discovery (quadrangle H-11) de Mercure.